# Gironville-sur-Essonne
Gironville-sur-Essonne là một xã ở tỉnh Essonne thuộc vùng Île-de-France miền bắc nước Pháp.
Theo điều tra dân số năm 1999, dân số xã này là 641 người. Ước tính dân số năm 2004 là 736.
Danh xưng cư dân địa phương Gironville-sur-Essonne trong tiếng Pháp là Gironvillois.